# Albert Idohou
Albert Idohou, né vers 1901 à Porto-Novo au Dahomey, fusillé le 10 novembre 1941 près de Dakar, est un commerçant béninois, organisateur et responsable d'un réseau de résistance pendant la Seconde Guerre mondiale.
Il participe très tôt à la Résistance en Afrique occidentale française, et organise un réseau pour transmettre aux Britanniques des renseignements sur l'activité ennemie. Son réseau favorise également l'action locale des agents de la France libre et des agents britanniques. 
Lorsqu'un agent qu'il a aidé est arrêté, son réseau est démantelé. Arrêté à son tour, il est condamné à mort pour complicité d'espionnage au profit des Alliés, et fusillé avec ses camarades par les vichystes. 
Il est fait Compagnon de la Libération et chevalier de la Légion d'honneur à titre posthume.

## Biographie
Albert Idohou naît vers 1901 à Porto-Novo en Afrique occidentale française, dans la colonie française du Dahomey, actuel Bénin. Il effectue ses études à l'école régionale, à Porto-Novo, et réussit le certificat d'études primaires.
Il travaille à la Compagnie française des chemins de fer du Dahomey de 1924 à 1935, année où il en démissionne pour devenir employé de commerce. Il exerce cette fonction commerciale pendant deux ans à Savè, se marie et a deux enfants. Il est ensuite employé de l'entreprise John Holt, à Cotonou, et l'est encore en 1940,.

### Réseau de résistance

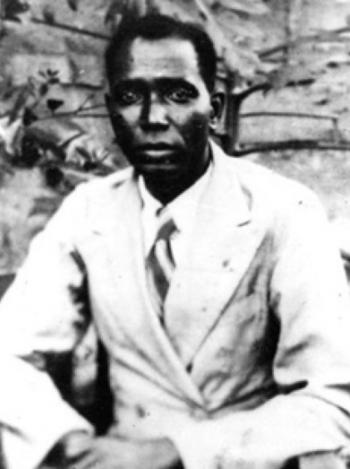
Albert Idohou vers 1940.

Lors de la Seconde Guerre mondiale, il participe très tôt à la résistance en Afrique occidentale française contre le régime de Vichy, secondé par un commerçant de Porto-Novo, Agoussi Wabi. Il fournit surtout des renseignements aux services britanniques. 
Le réseau que monte Albert Idohou se charge également de l'accueil et de l'assistance aux agents de la France Libre,. Idohou semble aussi chargé de recruter des Dahoméens pour accueillir les Nigérians. 
Albert Idohou fournit à un garde-frontière de nationalité britannique, Aloysius Odervole, les renseignements dont celui-ci a besoin pour sa mission d'observation des activités de l'aviation allemande,. Avec Wabi, ils facilitent ses déplacements et lui fournissent ce dont il a besoin, acceptant les risques de ces actions illégales.

### Arrestation, exécution
Le 25 octobre 1940, l'agent Odervole qu'il a aidé est arrêté ; son réseau est alors démantelé, et Idohou lui-même est arrêté. Traduit devant le tribunal militaire permanent de l'AOF, siégeant à Dakar, Albert Idohou est condamné à mort le 5 août 1941, pour complicité d'espionnage.

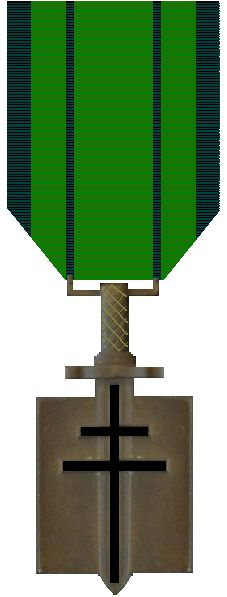
Compagnon de la Libération à titre posthume.

Si la plupart des Français libres condamnés à mort à cette époque ne sont pas exécutés, en revanche les Africains comme Idohou et ses camarades seront exécutés,.
Idohou est exécuté le 10 novembre 1941, en même temps que ses compagnons Agoussi Wabi et Aloysius Odervole, tous les trois fusillés sur le champ de tir de Fann. Il est enterré à Dakar.
Il est fait Compagnon de la Libération à titre posthume, par décret du 14 novembre 1944, en même temps que les trois autres fusillés résistants de l'AOF ainsi distingués : ses deux camarades Wabi et Odervole, et Sidiki Boubakari. Il est également chevalier de la Légion d'honneur et titulaire de la croix de guerre 1939-1945, avec une palme pour sa citation à l'ordre de l'armée,. Il reçoit aussi la médaille de la Résistance.
Plusieurs ouvrages ont parlé de la condamnation et de l'exécution d'Albert Idohou et de ses camarades comme étant liée à l'opération de Dakar, mais il est désormais établi que c'est pour leur activité de résistance postérieure à cette opération qu'ils ont été condamnés. Patrick Girard en parle comme de « héros bien oubliés ».

## Décorations

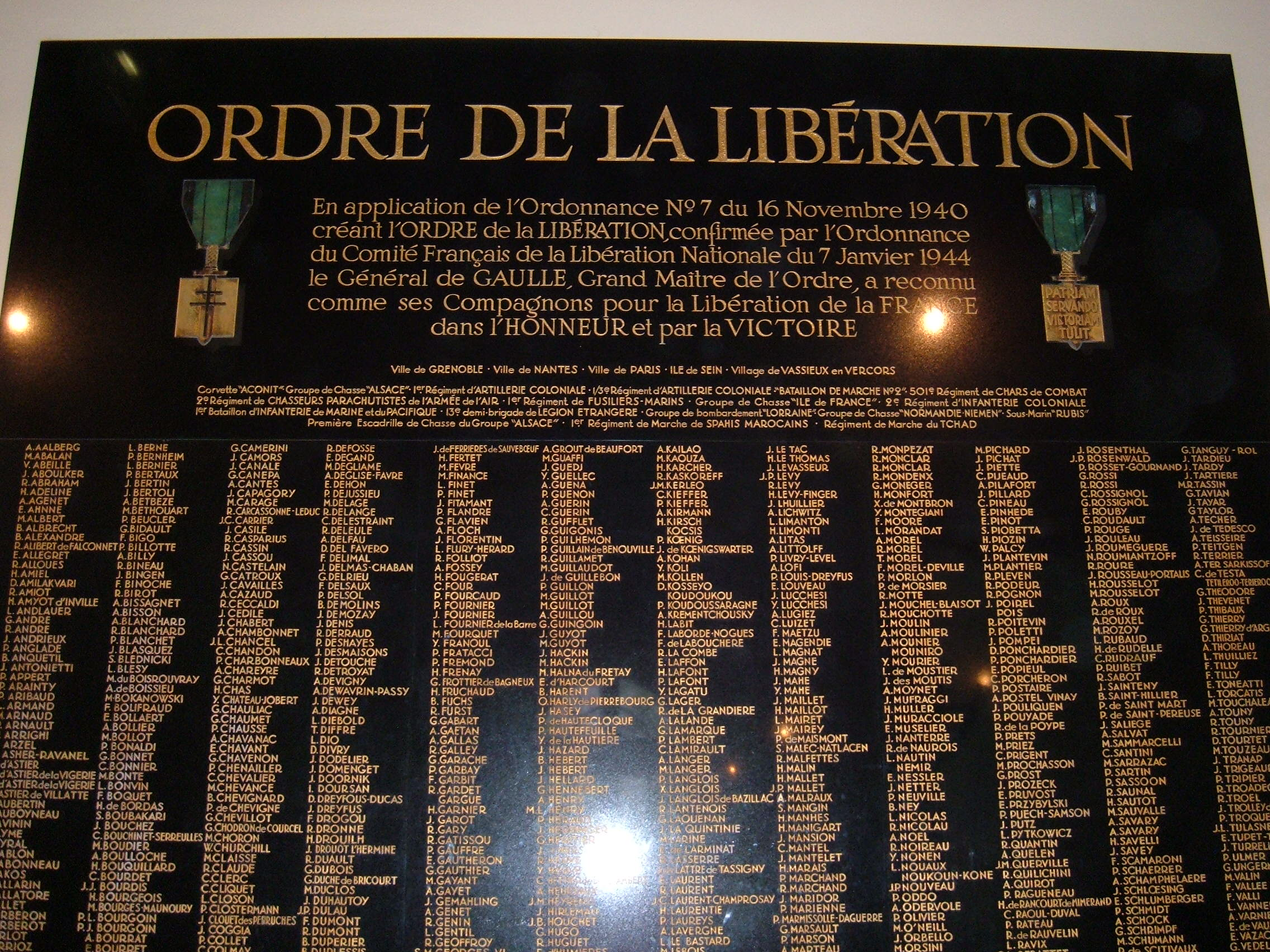
Plaque en hommage aux Compagnons, musée de l'Armée, Paris.

- Chevalier de la Légion d'honneur
- Compagnon de la Libération par décret du 14 novembre 1944[9]
- Croix de guerre 1939-1945, palme de bronze
- Médaille de la Résistance française par décret du 17 décembre 1968[10]
- Médaille de la déportation pour faits de Résistance